# Marywadea
Marywadea (лат.) — род эдиакарской биоты. Тело Marywadea имеет овальную форму с центральным гребнем. Marywadea — билатеральный организм, о чём свидетельствует симметрия ископаемых останков. Окаменелости Marywadea имеют асимметричную переднюю камеру тела; само же тело по строению напоминает «стёганое одеяло», сшитое из отдельных лоскутов (для обозначения подобной структуры тела в англоязычной литературе используется термин «quilted organisms»). Тело Marywadea покрыто многочисленными (количеством около 50) поперечными гребнями, отходящими в стороны от центральной оси (возможно, эти поперечные гребни представляют собой гонады). Голова Marywadea имеет полукруглую форму; ширина головы Marywadea такая же, как и ширина остальной части тела. Ниже головы расположены две овальные структуры.
Marywadea ovata (лат.) — единственный известный вид рода Marywadea. Первоначально M. ovata был отнесён к роду Spriggina, но по результатам более поздних исследований этот вид был выделен в отдельный обособленный род. Род Marywadea наиболее часто рассматривают в качестве анцестральных (предковых) форм членистоногих, кольчатых червей (аннелид) и проартикулят, но, как и в случае со всей эдиакарской фауны в целом, это утверждение, по-видимому, нельзя считать абсолютно правильным. Название рода Marywadea было предложено в 1976 году Мартином Глесснером в честь его сотрудницы палеонтолога Мэри Уэйд, вместе с которой Глесснер описал этот вид десятью годами ранее.